# Martti Ahtisaari
Martti Oiva Kalevi Ahtisaari (n. 23 iunie 1937, Viipuri, Viipuri Province⁠(d), Finlanda – d. 16 octombrie 2023, Helsingfors, Finlanda) a fost un diplomat și politician finlandez, care a îndeplinit funcția de președinte al Finlandei (1994–2000) și s-a făcut remarcat, de asemenea, ca mediator ONU, fiind cunoscut pentru implicarea sa în probleme de pace și distins cu Premiul Nobel pentru Pace în 2008. A fost reprezentantul ONU pentru discuțiile de la Viena pentru stabilirea situației provinciei Kosovo din sudul Serbiei (care este sub administrarea ONU din 1999). În vederea rezolvării acestui conflict Ahtisaari a propus independența Kosovoului, decizie ce ar încălca rezoluția 1244 a Consiliului de Securitate al ONU. Ca urmare, specialistul norvegian în probleme de pace, Johan Galtung, l-a criticat pe Ahtisaari pentru modul în care tratează procesele de pace. Galtung a susținut că "Ahtisaari nu rezolvă conflicte ci oferă soluții pe termen scurt ce sunt pe placul Vestului". De asemenea, după spusele lui Galtung, Ahtisaari n-a ezitat să propună soluții ce contravin legislației internaționale.

## Biografie
Martti Ahtisaari s-a născut la 23 iunie 1937 la Viipuri (acum Vîborg, în Rusia). A fost evacuat cu părinții din Carelia, anexată de URSS. Ca profesor a predat inclusiv în Pakistan înainte de a intra în diplomație. A primit prima misiune de mediere în Namibia, la sfârșitul anilor 1980. La ONU, ca trimis special, a urmărit drumul spre independență al țărilor din Africa meridională. În 1994, a devenit primul președinte finlandez ales prin vot universal, iar după numai un an Finlanda a aderat la UE. Succesul misiunii din Aceh a determinat nominalizarea lui pentru Premiul Nobel pentru Pace în 2005 și 2006.